# Clark County (Ohio)
Clark County je okres amerického státu Ohio založený v roce 1818. Správním střediskem je město Springfield. Okres je pojmenovaný podle generála George Rogerse Clarka, hrdiny Americké revoluce.

## Sousední okresy
| Růžice kompasu |                   | Champaign County    |                | Růžice kompasu |
| Růžice kompasu | Miami County      | Sever               | Madison County | Růžice kompasu |
| Růžice kompasu | Miami County      | Clark County (Ohio) | Madison County | Růžice kompasu |
| Růžice kompasu | Miami County      | Jih                 | Madison County | Růžice kompasu |
| Růžice kompasu | Montgomery County | Greene County       |                | Růžice kompasu |